# Plan Ávila

Respuesta militar durante el Caracazo.

El Plan Ávila es el nombre de planes militares de contingencia del ejército de Venezuela diseñado para restaurar el orden en momentos de desorden civil.

## Historia

### 1989
El Plan Ávila fue activado el 27 de febrero de 1989 para detener los disturbios populares del Caracazo, las calles de La Gran Caracas y las grandes ciudades del país se llenaron de soldados, se responsabilizó a las Fuerzas Armadas para restituir el orden público, habilitándolos para el uso de armas de guerra al momento de contener las manifestaciones.
El 27 de agosto de 2002, la Corte Interamericana de Derechos Humanos encontró que la implementación del Plan Ávila por el gobierno del presidente Carlos Andrés Pérez en respuesta a los disturbios de 1989 resultaron en una masiva violación de los derechos humanos, y ordenó al gobierno venezolano revisar sus planes militares de contingencia para ajustarse a los estándares internacionales de derechos humanos.

### 2002
Una versión diferente del plan se intento activar por última vez el 11 de abril de 2002 para contener una revuelta contra el Gobierno del presidente Hugo Chávez, pero el Jefe del Cufan (general de división Manuel Antonio Rosendo) no lo ejecutó por estar en contra de la constitución venezolana según su opinión. El general Jorge García Carneiro, el jefe de la unidad militar más grande de Caracas, se ofreció a intervenir. Sin embargo, esto fue frustrado por los soldados que bloquearon una carretera y desviaron el tráfico civil hacia la base militar en Fuerte Tiuna, impidiendo que sus tropas se fueran. Al comunicarse con la base, también se le dijo al general que un grupo de generales tenía planes para arrestar al presidente. El General en Jefe Lucas Rincón Romero y el Presidente de la Asamblea Nacional Willian Lara dijeron que la orden de Chávez no era reprimir a la población sino mantener el orden público. Esto género un clima de inestabilidad política que continuo con el anuncio por parte del Ministro de la Defensa General Lucas Rincón Romero acerca de la renuncia del presidente Hugo Chávez.

### Plan Zamora

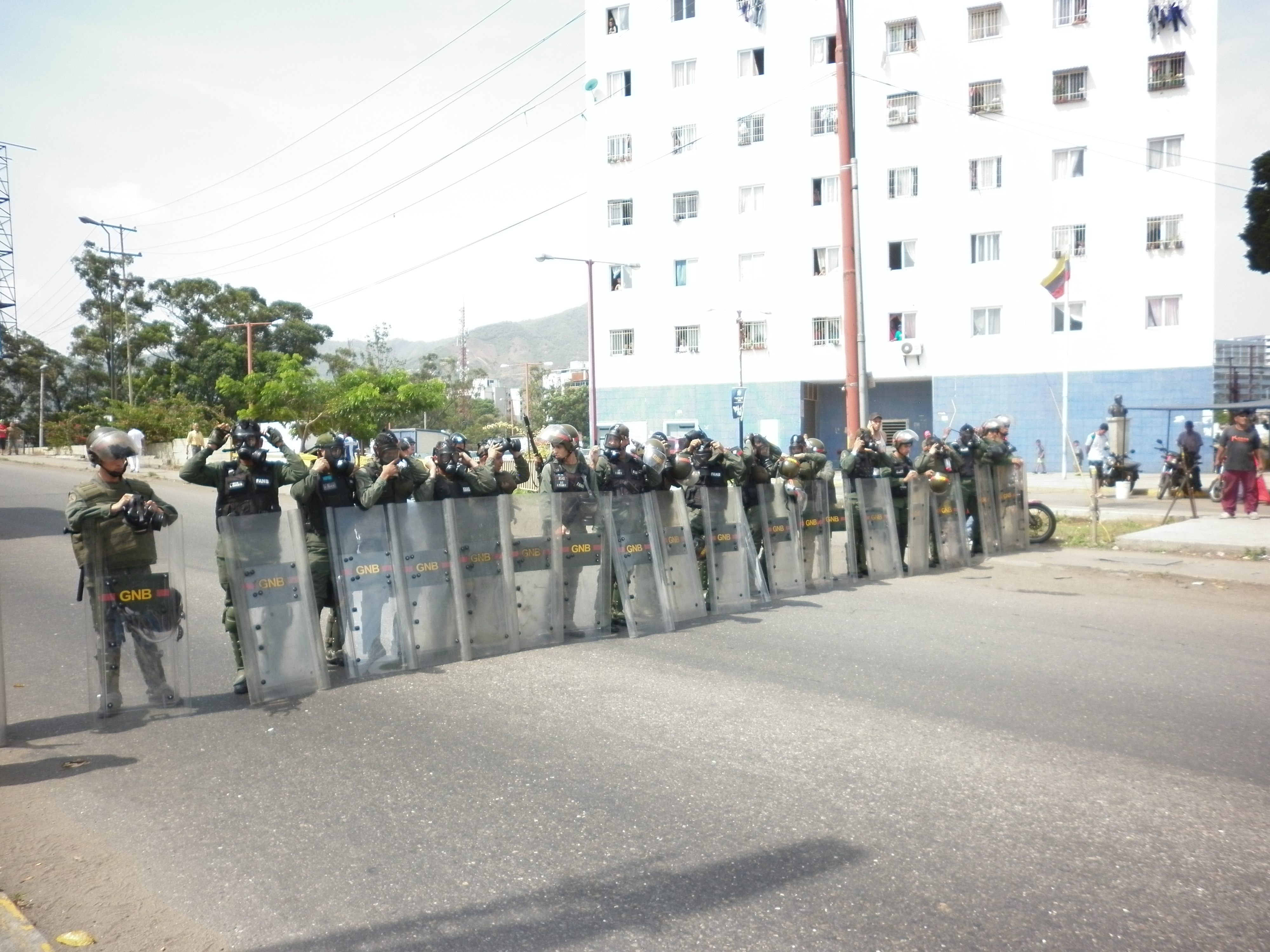
Respuesta a las protestas en Venezuela de 2017.

A partir del 18 de abril de 2017, el presidente Nicolás Maduro implementó el Plan Zamora durante las protestas en Venezuela de ese año, el cual ha sido comparado con el plan Ávila. Según Antonio Benavides, comandante de la Guardia Nacional, el plan incluye "la incorporación del pueblo para ejercitar la transición de la actividad social normal al Estado de conmoción interior o exterior", o en otras palabras el despliegue de miembros de colectivos y miembros de la Milicia Nacional como fuerzas de choque.
El plan también le daba la potestad al Estado de arrestar a protestantes y juzgar a civiles en tribunales militares, quienes aquellos acusados de atacar autoridades militares podían ser imputados con el cargo de "rebelión", lo que fue ampliamente criticado por grupos de derechos humanos.